# TNFRSF21
مستقبل الموت 6 (DR6) ويُعرف كذبك بالعامل 21 من العائلة الكبيرة لمستقبل عامل نخر الورم (TNFRSF21) هو مستقبل على سطح الخلية من
العائلة الكبيرة لمستقبل عامل نخر الورم [الإنجليزية] والتي تنشط المسارين JNK [الإنجليزية] وعامل نووي معزز لسلسلة كابا الخفيفة في الخلايا البائية النشطة. يُعبر عنه في الغالب في الغدة الزعترية، الطحال وخلايا الدم البيضاء.
طول هذا الجين 78450 قاعدة ويتواجد في الصبغي 6. ويُترجم إلى بروتين طوله 655 حمض أميني يزن 71.8 كدا. تشمل تعديلات ما بعد الترجمة لهذا البروتين غلكزة الأسباراجينات الموجودة في المواضع 82، 141، 252، 257، 278 و289.

## الوظيفة
البروتين المشفَّر بواسطة هذا الجين هو عضو في العائلة الكبيرة لمستقبل عامل نخر الورم. ثبت أن هذا المستقبل يُنشط مساري عامل نووي معزز لسلسلة كابا الخفيفة في الخلايا البائية النشطة وJNK/MAPK8 ويُحدث استماتة الخلية. عبر نطاق الموت [الإنجليزية] الخاص به، يتآثر هذا المستقبل مع بروتين TRADD المعروف بأنه يعمل كموائمٍ يتوسط توصيل إشارة مستقبلات عامل نخر الورم. تقترح دراسات التعطيل لدى الفئران أن هذا الجين يلعب دورا في تنشيط الخلايا التائية المساعدة، وربما يكون له دور في الالتهاب وتنظيم المناعة. بروتين DR6 هو مستقبل غشائي مدمج على شكل لولب ألفا يُظهر دليلا على أن له دور في تثبيط تشكل الأوعية الدموية في الأورام والتي تسمح لهم بالنمو أكثر. يحصل مستقل الموت 6 على إشارة كيميائية ويبدأ مسار تأشير يُسبب حدوث الاستماتة، والتي تعرف كذلك بموت الخلية. يُعبر عن DR6 كذلك في خلايا البطانة الغشائية. يمكن أن تُحدِث الخلايا الورمية نخرا مبرمجا لخلية البطانة الغشائية متوسطا بـDR6 -عبر عرض بروتين سلف النشواني- وهو ما يسمح للأورام بالانبثاث.